# Boxe pieds-poings
La boxe pieds-poings (abrégée BPP) désigne, depuis la fin des années 1970, tout type de sports de combat de percussion avec un port de gants de boxe. La pratique se déroule le plus souvent dans un ring de boxe (ou pour les styles à la touche contrôlée sur un praticable de tapis de chute d’arts martiaux assemblés) et appartenant à la catégorie des boxes dites « sportives ».
Le pratiquant utilise, suivant le règlement fédéral de la discipline, la gestuelle de percussion avec le membre supérieur (coup de poing et coup de coude) et le membre inférieur (coup de pied, coup de genou, coup de pied de balayage), la gestuelle de projection au sol et celle dite d‘abandon de l’opposant (clé musculo-articulaire et étranglement sportif).
En France, le vocable « boxe pieds et poings » a été proposé au milieu des années 1970 par Alain Delmas.

## Pratiques
Les types de boxes pieds_poings les plus pratiquées en Occident à partir du XXe siècle comprennent :
- La boxe chinoise ou « boxe boji » (sanda).
- Les boxes américaines, que l'on rencontre sous quatre formes principales : le point-fighting, le full-contact, de son nom d’origine « full-contact karaté », le kick-boxing américain ou « low-kick ».
- Les boxes de l’Asie du Sud-Est. On trouve : la boxe birmane ou lethwei, la boxe khmère ou kun-khmer, la boxe laotienne ou muay-lao, la boxe thaïe ou muay-thaï, la boxe vietnamienne ou vo-tu-do.
- Les boxes françaises : savate, le chauss'fight...
- Les boxes japonaises : le kick-boxing japonais, le shoot-boxing...

## Définition des disciplines sportives

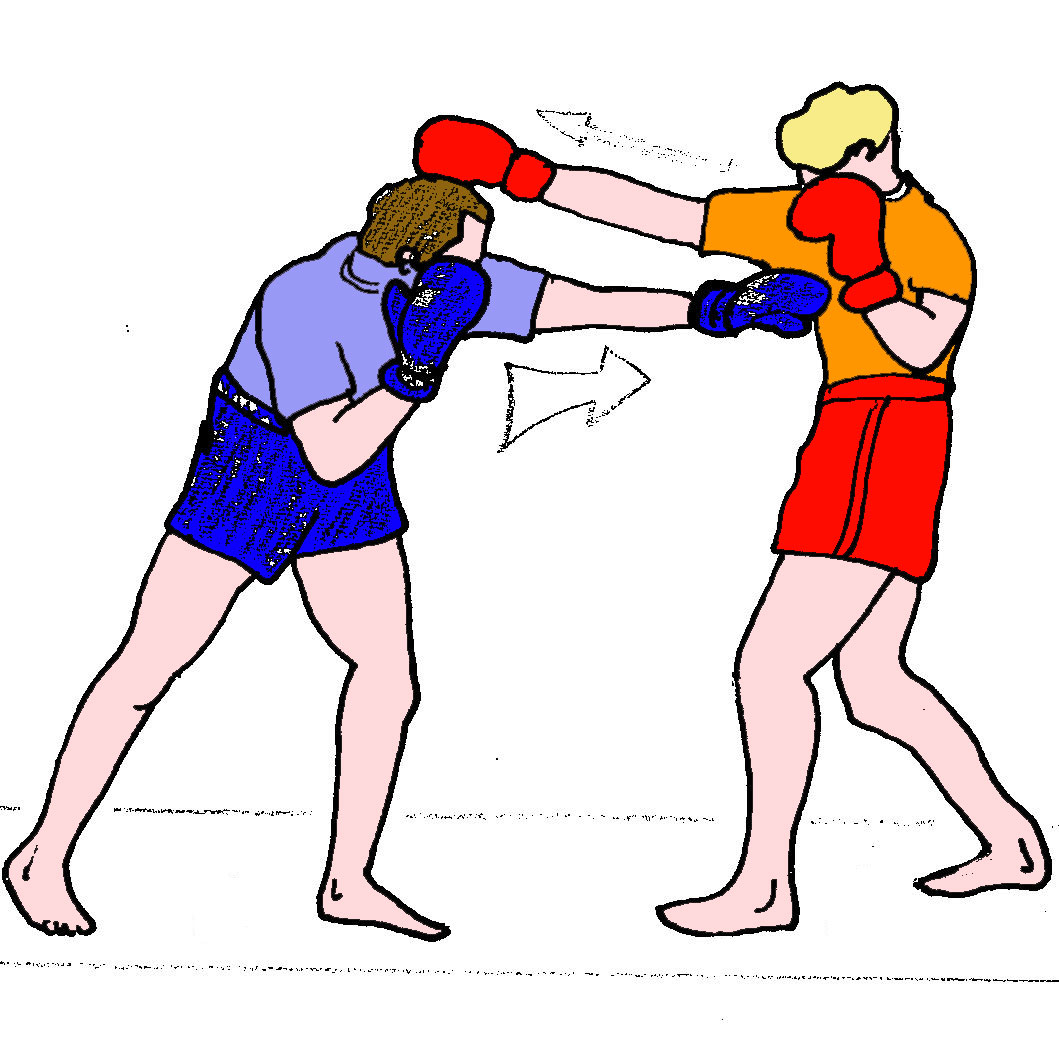
Attaque simultanée en jab sur le tronc ici en contre adverse lors d’un cross à la face.

- Boxe chinoise, « boxe boji » ou Sanda en abrégé, « BC » : version sportive et moderne des arts martiaux chinois , c’est-à-dire une boxe pieds-poings avec projections de type « lutte sportive » ; codifiée dans sa forme sportive au XXe siècle, cette pratique issue des arts martiaux chinois (boxe chinoise : kung-fu) est devenu un sport de combat moderne mis en place en Occident dans les années 1990.
- Boxes américaines : créées et codifiées aux États-Unis dans les années 1960, on trouve différentes formes de pratiques de « sports de combat de percussion » utilisant la gestuelle de coup de pied et coup de poing[3] et balayage en compétition sur une surface de tapis ou un ring de boxe (sol matelassé) (disciplines : « no-contact », « semi-contact » (ou « point-fighting »), « full-contact karaté » et « kick-boxing américain » (« low-kick »)). Ces disciplines ont été créées pour permettre aux pratiquants de tous horizons martiaux de se rencontrer avec des règles communes et dans la formule dite de « plein impact » (ou K.O. system). Elles sont nées aux États-Unis au début des années 1960[4], à la suite du mécontentement de grands champions de karaté professionnel pour qui la formule de combat de l’époque manquait de contact. D’abord réservé à l’élite, la formule évolue vers des tournois dénommés « open » (c’est-à-dire ouvert à tous) regroupant différentes disciplines martiales. Elles ont été codifiées dans les années 1970 par différentes fédérations américaines de karaté. Deux formes de rencontres coexistent : la boxe dite de « light-contact » où les impacts sont parfaitement retenus et la boxe de « plein-contact » où les coups sont portés avec force pouvant occasionner l’abandon d’un compétiteur. Ainsi on trouve le light-contact version « contrôlée » du full-contact, le kick-boxing light et le semi-contact version contrôlée. Ces différentes disciplines d’origine américaine appartiennent à un ensemble appelé « kick-boxing », terme générique pour désigner les boxes pieds-poings sur l’Hexagone. D’un autre côté en France, le terme boxe américaine est également utilisé, depuis la fin des années 1970, pour désigner le full-contact, peu de temps après son lancement sur l’Hexagone, à la suite de directives ministérielles. On trouve différentes disciplines sportives : 
  - No-contact américain en abrégé, « NC » : (littéralement « sans contact ») une forme de rencontre technique, « boxe sans contact », est une forme de rencontre technique, face à face et à distance proche de l’aéro-kick ;
  - Point-fighting américain en abrégé « PF » : Le « point-fighting » aussi appelé « semi-contact » en Europe est une forme de rencontre du type du karaté sportif japonais. Il est originaire des États-Unis et créé dans les années 1970. C’est un combat aux points de type règlement de l’escrime olympique, plus proche d'un karaté sportif avec des gants et des chaussons en mousse que d’une boxe à proprement parler ;
  - Full-contact américain en abrégé, « FC » :  De son vrai nom, « full contact karate » également « american Kickboxing no low kick » et fut médiatisé lors du premier championnat du monde professionnel en 1970 et prit son véritable envol en 1975 lors de la création de la Professional Karate Association (PKA) . Forme de boxe américaine sans coups de pied bas c’est-à-dire sans percussion dans les jambes (une version des années 1970 existe avec low-kick et remise à la mode en 2008 par la FFFCDA),
  - Kick-boxing américain en abrégé, « LK » : en anglais, « american kickboxing with low kick » et surnommé en compétition depuis les années 2000, « low-kick »[5] » notamment dans la règlementation sportive internationale, pour ne pas le confondre avec les autres kickboxings et notamment le kickboxing japonais (K-1). Cette pratique est née en 1963 aux États-Unis. Le « kick-light » est la version contrôlée du kick-boxing américain. La boxe pieds-poings la plus popularisée dans le monde au XXe siècle ou « full-contact karaté » avec frappe en coup de pied circulaire dans les cuisses (en anglais, low kick), né en 1963 lors des premiers tournois américains de boxe birmane mis en place aux États-Unis par l’expert Maung Gyi. Cette forme de rencontre prit son véritable envol en 1976 lors de la création de la World kick boxing and karate association ;
  - Cardio-kickboxing en abrégé, « CK » : Forme de pratique des années 1990, issue des États-Unis axée sur la condition physique et notamment le développement cardio-respiratoire. Elle consiste à exécuter des techniques de boxe dans le vide, dans un ordre chorégraphié et en musique.
  - Aéro-kick en abrégé « AK » : Pratique de compétition qui consiste à exécuter des techniques de boxe dans le vide, dans un ordre chorégraphié et en musique. Cette forme de pratique qui a pour racines l’entraînement de boxe en musique du milieu du XXe siècle a pris pour modèle les principes d’entraînement inspirés du « new age californien » et des activités de mise en forme de type « cardio-training ». À l’entraînement elle se nomme le plus couramment, « cardio-kickboxing ».

- Boxes de l’Asie du Sud-Est : pratiques dénommées « martiales » car issues des arts de combat ancestraux, où une grande diversité de techniques de percussion et de projection sont autorisées. Ces disciplines sont dites à « neuf armes » (c’est-à-dire : les deux poings, deux pieds/tibias, deux genoux, deux coudes et la tête). À l’origine, dans ces disciplines, les rencontres interethniques se déroulaient « au finish » et sans véritables règles. Certains historiens pensent que ces cinq formes de combat traditionnelles se sont mutuellement influencées à la suite des mouvements de population, et notamment grâce aux ethnies communes aux pays de l’Asie du Sud-Est et codifiées dans leurs formes sportives au XXe siècle, on recense les pratiques de compétition suivantes :
  - Boxe birmane, en abrégé « BB » : En langue birmane, « bama lethwei » ou « myanma yuya ouvi » (se traduit par « boxe traditionnelle du Myanmar »). Cette célèbre pratique d’escrime des mains nues et des pieds nus est aussi ancienne que la nation birmane. Certains historiens datent ses origines à 2500 ans av. J.C. C’est une boxe « dite martiale » qui emprunte à l’héritage technique du guerrier birman toute sa panoplie de stratèges. Elle tient ses origines des pratiques des tribus primitives, des moines guerriers, de l’aristocratie et des militaires. La forme moderne est le Bando-kickboxing en abrégé « BKB » : Forme modernisée et sportive du lethwei, surnommée « boxe birmane à quatre armes » en Europe. Née en Amérique du Nord au début des années 1960, cette sorte d’escrime des pieds et des poings gantés dans un ring a donné naissance, aux États-Unis dans les années 1970, à différentes formes américaines de full-contact et de kick-boxing. Il existe, en compétition, deux formes d’affrontement : le « bando-kickboxing de light-contact » où les techniques sont parfaitement retenues et le « Bando-kickboxing de plein-contact » où les coups sont portés à pleine puissance, destinée aux pratiquants expérimentés et majeurs. Suivant les âges et le niveau technique les règles (notamment les techniques autorisées et interdites) et les conditions de compétition sont variables (notamment le temps de combat, le type de surface de combat - praticable de tapis ou ring, le port de certaines protections - casque, plastron, jambières, chaussons de boxe en mousse, etc.).
  - Boxe khmère, en abrégé « BK » : Dénommée « kun khmer » ou « pradal serey » est un art martial fondé au Cambodge au Ve siècle. Certaines fresques lui attribuent ses origines au IIIe siècle.
  - Boxe laotienne ou « muay lao » : En abrégé, « BL ». Le muay lao est un art martial qui combine la culture traditionnelle populaire du monde rural et le combat sous sa forme codifiée et moderne (combat sur un ring). Il tire son origine des arts martiaux traditionnels khmers datant de l'apogée de l'empire d'Angkor sur la région.
  - Boxe thaïe, en abrégé « MT » : Dénommée en thaïlandais, « muay thaï » aussi en anglais « thaï boxing ». D’après certains écrits, cette pratique de combat les poings et les pieds nus remonte au XVIe siècle. Le « muaythaï-light » est la version contrôlée de la boxe thaïlandaise.
  - Boxe vietnamienne : en abrégé « BV » : et dénommée « vo tu do », c'est-à-dire « combat libre », est une forme de boxe originaire du Sud Viêt Nam. À l'origine pratiquée avec très peu de protection jusque dans les années 1970 au Vietnam. Aujourd'hui, cette forme de compétition de plein contact se pratique en France. Elle inclut les percussions de pied et de poing. Le coup de genou et de coude est autorisé sur le tronc ; de plus les projections sont particulièrement valorisées.

- Boxes françaises. Nées en France et codifiées dans leur forme sportive au XXe siècle, on trouve deux principales pratiques de compétition suivantes :
  - Savate en abrégé « B.F. » : sport de combat de percussion apparut au XIXe siècle, une sorte d’escrime les pieds chaussés et les poings gantés se pratiquant dans un enclos de cordes. En 1976, elle prend le nom de « B.F-Savate ». Depuis les années 2000, la discipline se nomme « Savate BF » ;
  - Chauss'fight en abrégé, « CF » :  Pratique moderne du "chausson" plus précisément le "chausson marseillais", ancienne pratique de combat pratiquée dans les ports et dans les bateaux au XIXe siècle dans le sud de la France. Par « chauss » on entend « chaussure », et par « fight » on entend combat. C'est un sport de combat de percussion avec des chaussures. Les frappes tibiales sont autorisées. Appellation créée et forme codifiée à Marseille en 2007.

- Boxes japonaises. Nées au Japon et codifiées dans leur forme sportive au XXe siècle, on trouve deux principales pratiques de compétition suivantes : 
  - Kick-boxing japonais en abrégé, « K1 » : en anglais, « japanese kickboxing » ou en forme réduite, « japan-kick » est une forme de pratique proche du kick-boxing américain. Il se pratique avec coup de genou direct au-dessus de la ceinture et différentes formes de coup de pied sur le membre inférieur. Cette boxe pieds-poings issu du kick-boxing japonais des années 1960 a été popularisée au Japon dans les années 1990 grâce au tournoi international des poids lourds, le « K-1 World Grand Prix ». : il s’agit d’un kick-boxing [KB] avec les coups de genou directs, la percussion en coup de pied dans les cuisses et saisies du tronc, qui est né après les jeux olympiques de 1964 de Tokyo[6]. Le « K1-light » est la version contrôlée du K1. Cette discipline est appelée en France « K1-rules »[7] ;
  - Shoot-boxing, en abrégé « SB » : en anglais, japanese kickboxing with wrestling cette boxe pieds-poings à six armes est née après les jeux olympiques de 1964, a été popularisée au Japon dans les années 1960. Au départ, les saisies et projections de judo étaient usitées et elle s’est transformée en boxe pieds-poings-genoux à mi-chemin entre le kick-boxing américain et les boxes du Sud-Est asiatique. Cette version ancienne du kick-boxing japonais des années 1960, en partie disparu dans sa forme initiale, est revenu à la mode dans les années 2000 lors du tournoi annuel du Shoot Boxing World Cup (S-cup) des moins de 70 kg au Japon. Dans cette boxe pieds-poings aux six armes, les techniques de projection de lutte et les techniques de soumission sont pratiquées notamment en position debout. Le « shoot-light » est la version contrôlée du Shoot-boxing.

## Styles de rencontre de compétition
Dans les fédérations françaises de boxes pieds-poings et notamment pour le kick-boxing, en abrégé « KB », on trouve les formes de rencontres ci-dessous :
- No-contact, en abrégé, « NC » : (littéralement « sans contact ») dans les sports de combat et les arts martiaux, il désigne la pratique d’entraînement et de compétition sous la forme d'un face à face à distance, une sorte de shadow-boxing. Les techniques sont délivrées loin de l’adversaire et il est interdit d’atteindre les cibles adverses ;
- Light-contact français en abrégé, « LCF » : version contrôlée de nombreuses boxes pieds-poings et arts martiaux (bando-kickboxing, full-contact, kick-boxing, etc.). En compétition, elle se déroule, le plus souvent, sur un praticable de tapis et est accessible à tous les âges et niveaux. En France, cette version au sein de la WKA-France se dénomme « soft-contact » pour la différencier du « Light-contact international » ;
- Light-contact international en abrégé, « LCI » : version du combat de plein-contact où les techniques sont portées avec puissance mais sans intention de mise hors-combat de l’adversaire (ou K.O.). Ainsi, la recherche de coups durs est proscrite. Cette forme est mise en place depuis les années 1970 par la plupart des grandes fédérations internationales de kick-boxing (en version full-contact, low-kick, K-1 style, thai-boxing et shoot-boxing). Cette forme de rencontre est développée par des fédérations internationales de boxes pieds-poings, telles la WKA, l'ISKA, la WKF, la WAKO, etc.
- Médium-contact en abrégé, « MC » : désigne, dans les sports de combat et les arts martiaux les pratiques de compétition où les techniques sont portées sans puissance excessive et où la mise hors de combat de l’adversaire est interdite. Cette forme, appelé par erreur « light-contact international », est développée en compétition par des fédérations internationales de sports de combat et arts martiaux. Cette pratique est à différencier du light-contact tel qu’on l’entend en France, forme dans laquelle les techniques sont parfaitement contrôlées. Elle a été mise en place en Europe en 2002 par Alain Delmas et Thierry Muccini dans le cadre de la WKA-France et ISKA-France ;
- Précombat en abrégé, « PRC » : Le pré-combat autorise la « frappe appuyée » mais le coup dur est interdit (c’est-à-dire sans recherche de hors de combat). Il est réservé à un combattant expérimenté. À la fin du combat, le combattant ayant le plus de points est déclaré vainqueur (c’est-à-dire : atteinte de cibles corporelles autorisées avec suffisamment de puissance). En France, dans la plupart des fédérations de BPP pour les mineurs, l’impact doit être très modéré à la face, en cadet 2e année (15 ans) et junior-1 (16-17 ans) ;
- Plein-contact ou « K-O.System » en abrégé, « PC » : Définition du Code du sport français (Décret n°2016-84 du 24 juin 2016 - Art. R. 331-46 : « (..) tout combat ou démonstration ouvert ou diffusé au public dans les disciplines pour lesquelles le combat ou la démonstration peut prendre fin, notamment ou exclusivement, lorsqu’à la suite d’un coup porté l’un des adversaires se trouve dans un état le rendant incapable de se défendre et pouvant aller jusqu’à l’inconscience. »).

## Fédérations internationales

### Boxes américaines, japonaises et autres
Structures mondiales du sport professionnel et amateur : arts martiaux traditionnels et modernes, activités de self-défense, boxes pieds-poings, sports pieds-poings-sol, luttes sportives au corps-à-corps, activités du sport adapté (handisport) :
- WKA : World Kickboxing Association, la plus ancienne, fondée aux États-Unis en 1976 ;
- WAKO : Association mondiale des organisations de kickboxing, fondée en Allemagne en 1976 - officiellement reconnue par le GAISF en tant qu’organe officiel du kick-boxing mondial amateur. Un organe rattaché, la « WAKO-PRO » gère les disciplines professionnelles
- ISKA : International Sport Kickboxing Association fondée aux États-Unis en 1986 - amateurs et pros, héritière de l’ex-Professional karaté association (PKA) fondée aux États-Unis en 1975 ;
- ICO : International Combat Organisation, fondée en Angleterre, branche britannique issue de la WAKO
- FEG : Fighting and Entertainment Group, créée au Japon en 2003 par Sadaharu Tanikawa, société de promotion des grands tournois de kick-boxing japonais (tournoi annuel du K-1 World Grand Prix et tournoi biannuel du K-1 World MAX).

### Savate-boxe française
- F.I.Sav : Fédération internationale de savate, savate, savate pro, canne de combat.

### Boxes du Sud-est asiatique
- ITBA : International thaing bando association, boxe birmane, lutte birmane, arts martiaux birmans à mains nues et armes traditionnelles ;
- WMC : World Muaythai Council – combattants professionnels ;
- IFMA : International of Federation Muaythai Amateur.

## Fédérations françaises
- FSC : Fédération de sports de combat (jeet-kune-do, judo, ju-jitsu traditionnel et moderne, kali-arnis-eskrima, karaté fighting, kobudō traditionnel et moderne), activités de la défense personnelle (ju-jitsu défense, kick-défense, krav-maga), activités de mise en forme/fitness-martial (aéro-kick, cardio-kickboxing), boxes pieds-poings (full-contact, kick-boxing, muay-thaï), sports pieds-poings-sol (shooto), luttes sportives au corps-à-corps (submission-wrestling), activités du sport adapté (toutes les disciplines précédentes pratiquées en handisport martial) – fédération créée en 2002 ;
- FFKMDA : Fédération française de kick boxing, muay thaï et disciplines associées, précédemment la Fédération française de sports de contact (FFSCDA), muay-thaï, chauss'fight, kick-boxing, K1 rules, pancrase, bando, boxe birmane, kung-fu de contact et sanda, lutte contact, boxe boji, fédération créée en 2008 ;
- FFKDA : Fédération française de karaté et disciplines associées, karaté, karaté contact, karaté full-contact, karaté mix, krav-maga, arts martiaux du Sud-Est asiatique (penchak Silat), (arts martiaux vietnamiens, yoseikan budo, wushu (formes de combat : sanda, shuaï-Jiao, arts martiaux externes et internes, qi-gong) ;
- AFMT : Académie française de muay-thaï ;
- FAEMC : Fédération de taï thi thuan et thi gong ;
- CNFWUSHU : Comité national du kung-fu wushu et arts martiaux chinois ;
- FAMTV : Fédération des arts martiaux traditionnels vietnamiens ;
- FSBFDA : Fédération française de savate boxe française, savate, savate pro, canne de combat, savate bâton.